# 广顺
广顺（951年—953年）是后周太祖郭威的年号。共计3年。吳越忠懿王钱俶、荆南貞懿王高保融亦用此年号（951年—953年）。

## 改元
- 乾祐四年——正月五日，後周太祖郭威稱帝，建立後周，改漢乾祐四年為廣順元年。[3][4][5]
- 廣順四年——正月一日，改元顯德元年。[6][7][8]

## 纪年對照表
| 广顺 | 元年  | 二年  | 三年  |
| ---- | ----- | ----- | ----- |
| 公元 | 951年 | 952年 | 953年 |
| 干支 | 辛亥  | 壬子  | 癸丑  |

## 同期存在的其他政权年号
- 中國
  - 乾祐（948年－956年）：後漢—劉知遠、劉承祐，北漢—劉旻、劉鈞之年號
  - 保大（943年－957年）：南唐—李璟之年號
  - 乾和（943年－958年）：南漢—劉晟之年號
  - 广政（938年－965年）：後蜀—孟昶之年號
  - 至治（946年－951年）：大理—段思良之年號
  - 明德（952年）：大理—段思聰之年號
  - 廣德（953年－967年）：大理—段思聰之年號
  - 天祿（947年－951年九月）：遼—遼世宗耶律阮之年號
  - 應曆（951年－969年）：遼—遼穆宗耶律璟之年號
  - 同慶（912年－966年）：于闐—尉遲烏僧波之年號
- 日本
  - 天曆（947年－957年）：村上天皇之年号

## 深入閱讀
- 李崇智. . 北京: 中華書局. 2004年12月. ISBN 7101025129.
- 鄧洪波. . 臺北: 國立臺灣大學東亞經典與文化研究計劃. 2005年3月  [2022-01-03]. ISBN 9789860005189. （原始内容 (pdf)存档于2007-08-25）.

## 參看
- 中國年號索引

| 前一年號： 后汉：乾祐 | 后周年号 | 下一年號： 显德 |

| 前一年號： 乾祐 | 吴越年号 | 下一年號： 显德 |

| 前一年號： 乾祐 | 荊南年號 | 下一年號： 显德 |